# ذات حقيقية وذات وهمية
الذات الحقيقية والذات الوهمية هما مصطلحان أول من استخدمها في التحليل النفسي دي دبليو وينكوت عام 1960. ولقد استخدم وينكوت مصطلح «الذات الحقيقية» لوصف الشعور بالذات اعتمادًا على تجربة أصلية عفوية، الشعور بـ «كل ما هو حياة شخصية» أو «الشعور بالحقيقة».
أما «النفس الوهمية» عند وينكوت فهي أحد أنواع الدفاع الذي تم وضعه لحماية الذات الحقيقية بحجبها. وهو يعتقد أن الذات الوهمية، في الصحة، هي ما يسمح لشخص ما بسلوك «سلوك مؤدب وخلوق» أمام الناس. ولكن وجد وينكوت مشكلات عاطفية أكثر خطورة لدى المرضى الذين يبدو أنه لا يمكنهم الشعور بالعفوية، أو بأنهم يعيشون ذاتهم الحقيقية أو الواقعية في أي منحى من مناحي حياتهم، ولكن يمكنهم وضع «قناع ناجح بأن ذاتهم حقيقية». فهؤلاء المرضى يعانون من داخلهم من الشعور بالخواء أو الموت أو «الزيف».
ويشار إلى الذات الحقيقية أحيانًا بمسمى «الذات الواقعية».

## أفكار

### قبل وينكوت
هناك الكثير في نظرية التحليل النفسي الذي يمكن لوينكوت أن يعتمد عليه في مفهومه حول الذات الوهمية. هيلين دويتشه وصفت شخصيات «كأنهم» هم من «نجحوا في إحلال» تعاملات وهمية«من مختلف الأنواع محل الشعور الحقيقي بالتواصل مع الآخرين: إنهم يتصرفون «كأنهم» يشعرون بالتواصل مع الآخرين». ولقد قامت محللة وينكوت الخاصة جوان ريفيير باستعراض مفهوم التقنع - من قناع النرجسيين... «إن سمة الخداع هو القناع الذي يخفي التحفظ البارع لجميع القوى تحت مظلة العقلانية الفكرية أو تحت مظلة الالتزام المستعار أو التأدب الظاهري». فرويد نفسه، في نظريته الأولى المتعلقة بـ «الأنا في صورتها الأولية من خلال سلسلة من التعريفات المستعارة», أنتج نظرية تتعلق بـ «الأنا التي تتحمل المقارنة مع الذات الوهمية». إريك فروم، في كتابه الخوف من الحرية قام بالتمييز بين الذات الأصلية والذات المستعارة، ويقصد بالأخيرة كونها طريقة للهروب من وحدة الحرية على حساب فقدان الذات الأصلية.
كارل روجرز أكد تأكيدًا مستقلاً على فكرة كيركغور التي ظهرت قبل ذلك بفترة طويلة "إن أعمق أشكال اليأس أن تختار أن تكون شخصًا آخر بخلاف ذاتك". على الناحية الأخرى، "إن الاستعداد لأن تكون الذات التي يكون عليها الشخص حقًا، هي فعلاً الحالة المضادة لليأس" وهذا الاختيار هو أكثر مسؤوليات الإنسان جوهرية".

### مفهوم وينكوت
رغم وجود العديد من المفاهيم التي سبقتها، فمن الخطأ أن نحط من قدر الثورة المفاهيمية التي أحدثتها مقالة وينكوت عام 1960، والتي قدمت صورة جديدة وقوية ذات جذور طبية لعقل الإنسان.
بالنسبة لوينكوت، في الذات الوهمية، "يمكن أن تصبح توقعات الآخرين ذات أهمية طاغية، فهي تعلو فوق الشعور الأصلي بالذات أو تتعارض معه، ذلك الشعور المرتبط بالجذور الأصيلة جدًا لكينونة الإنسان. ويرى وينكوت أن هذا النوع الصارم من الذات الوهمية قد بدأ في الظهور منذ الطفولة، كوسيلة للدفاع في البيئة التي يشعر فيها الطفل بعدم الأمان أو الاستحواذ نتيجة لانعدام التربية العاقلة. ولقد استخدم وينكوت مصطلح "جيد بما يكفي" للإشارة إلى ما يرى أنه الرعاية الأبوية المثالية؛ فهو كان يرى أن الأطفال يحتاجون للآباء الذين يجيدون دومًا ضبط مشاعرهم ولديهم القدرة على التعاطف مع أطفالهم، ولكنهم لا يفعلون ذلك بمثالية.
الخطر أنه «من خلال هذه الذات الوهمية، يبني الطفل مجموعة كاذبة من العلاقات من خلال الاستدماج حتى يكتسب تظاهرًا بأنه حقيقي». وستكون النتيجة «طفل خسر حيويته وقدرته على الإبداع دون أن يلحظ أحد... ويخفي عالمًا من الخواء والبوار الداخلي خلف قناع من الاستقلالية.» ولكن في الوقت نفسه فإن «النفس الوهمية لدى وينكوت هي الدفاع الأخير ضد» الاستغلال غير المعقول للذات الحقيقية، مما قد يؤدي إلى تلاشيها"".